# The Loving Kind
The Loving Kind este un cântec al grupului muzical britanic Girls Aloud, produs de Xenomania. Piesa este inclusă pe cel de-al cincilea album de studio al grupului, Out Of Control și a fost lansată ca cel de-al doilea disc single al materialului pe data de 12 ianuarie 2009 în Regatul Unit. Versurile au fost scrise de membrii grupului de producție Xenomania și de cei doi componenți ai grupului Pet Shop Boys, Neil Tennant și Chris Lowe.
Discul a devenit cel de-al cincilea single al grupului ce obține poziții de top 10 în Croația, debutând direct pe treapta cu numărul 7, și ocupând locul 1 în cea de-a treia săptămână. Piesa a activat în UK Singles Chart timp de cinci săptămâni doar cu ajutorul vânzărilor digitale, obținând poziția cu numărul 10 odată cu lansarea discurilor single. Astfel, „The Loving Kind” a devenit cel mai slab clasat single din întreaga carieră a grupului în Regatul Unit în acea perioadă.

## Lansarea, compunerea și structura muzicală
Cântecul a fost confirmat pe data de 21 noiembrie 2008 pe site-ul oficial al grupului. Membrul formației Pet Shop Boys, Neil Tennant, a luat parte la scrierea versurilor împreună cu colegul său de trupă în timp ce lucrau cu producătorii Xenomania și a descris piesa drept „frumoasă dar și dansantă”. Discul single a fost lansat pe data de 12 ianuarie 2009 în Regatul Unit.
Grupul de compozitori Xenomania a lucrat la acest cântec cu formația Pet Shop Boys, fiind inițial realizat pentru a fi inclusă pe albumul de studio Yes. Ambele părți au convenit faptul că vor lucra la doar trei compoziții, iar Brian Higgins observând „ușoara reticență” a lui Chris Lowe față de piesă a propus ca aceasta să fie oferită grupului Girls Aloud. În final, „The Loving Kind” a fost înregistrat de componentele formației, fiind inclus pe albumul Out of Control.
„The Loving Kind” este scris într-o tonalitate majoră, încadrându-se în genul pop, posedând influențe de muzică dance și muzică electronică. În compoziție se folosește doar câte un acord pe spații mari, neexistând secțiuni instrumentale prea lungi. De asemenea, înregistrarea este susținută cu ajutorul unor ritmuri de chitată acustică.

## Recenzii
„The Loving Kind” a primit în general recenzii pozitive, fiind considerat de unii critici muzicali de specialitate drept cel mai bun cântec al grupului din întreaga carieră a grupului. PopJustice a oferit o recenzie laudativă editorul susținând faptul că „versurile dețin tristețea și melancolia unei balade puternice dar producția împinge cântecul direct pe ringul de dans și îi oferă un optimism greu de negat”. Digital Spy oferă discului cinci stele dintr-un total de cinci, subliniind aceleași contraste dintre „versurile melancolice” și „euforia dansantă”. De asemenea, aceștia consideră că „The Loving Kind” „merită un loc între cele mai bune discuri single ale grupului Girls Aloud”. Editorii Shaun Kitchener și Alex MacGregor (UK Mix) oferă fiecare în recenzia lor cinci stele din cinci discului single, devenind primul cântec al grupului ce obține de două ori nota maximă. Shaun Kitchener face referire la „The Loving Kind” prin atributele „cel mai bun cântec de pe albumul Out Of Control” sau „comoara ce constă în cel de-al douăzecelea disc single”. Acesta admiră „versurile sensibile” și „sound-ul dansabil, similar cu cel al hitului lor din 2007, «Call The Shots»”. Alex MacGregor afirmă faptul că „«The Loving Kind» poate eclipsa «The Promise» de la o distanță considerabilă”. Slant Magazine oferă o recenzie favorabilă piesei, apreciind interpretarea Nicolei Roberts. Alte recenzii pozitive sosesc din partea unor publicații ca Angryape.com, Capital Radio.co.uk, ILikeMusic.com, MSN Music, MusicOMH.com, The Guardian, Times Online sau Yahoo! Music.
Mai puțin impresionate de cântec s-au dovedit a fi publicațiile BBC Music sau NME Music. Cea din urmă publicație face referire la piesă prin numele „Call The Shots 2”, susținând faptul că „este o continuare dezamăgitoare [a discului single «Call The Shots»]”. BBC Music numește colaborarea cu Pet Shop Boys „o mare dezamăgire”.
Cu doar câteva zile înaintea lansări discurilor single, au existat speculații și comentarii conforma cărora piesa ar fi putut rata intrarea în top 10 și astfel ar opri doborârea unui nou record. James Masterton a scris pe pagina sa de Yahoo! următoarele: „Problema lor este prezența în clasament a lui «The Promise» care refuză să coboare din top 20. Acest lucru este doar în detrimentul cântecului «The Loving Kind» care se află doar pe locul 39 [...] Recenziile favorabile nu ajută în clasamente iar acest cântec este prea interesant pentru a fi un eșec”. Datorită faptului că „The Loving Kind” se afla în pericolul de a rata intrarea în top 10, grupul a lansat un mesaj pe website-ul său oficial, rugând fanii să își achiziționeze discul single.

## Videoclip
Videoclipul a fost regizat de Trudy Bellinger și a avut premiera pe data de 3 decembrie 2008 la ora 19:00 pe postul de televiziune 4 Music și a fost ulterior arătat pe Channel 4 la ora 23:05. Realizarea videoclipului a fost prezentată în cadrul emisiunii Making the Video pe posturile de televiziune MTV Hits și TMF.
În videoclip „fetele apar ca niște dubluri datorită unor oglinzi folosite în timpul interpretării”. „Clipul a fost construit pe ideea că fiecare membră Girls Aloud va fi închisă într-o cutie cu oglinzi spre a oferii milioane de reflexii ale aceeași poziții” și „pe prezentarea unor caractere diferite, «Girls Aloud cele drăguțe» și «cele sarcastice și rele»”, după cum susține interpreta Cheryl Cole. În timpul filmărilor Nicola Roberts a declarat faptul că „videoclipul conține o mulțime de lumini și multe interpretări”. Componentele grupului au fost surprinse în diferite ipostaze, „Girls Aloud cele amabile” dezvoltând o latură romantică iar celelalte, alter-ego-urile lor, sunt filmate în timp ce tăie diferite articole de îmbrăcăminte, distrug unele obiecte din sticlă, răstoarnă mese sau avariază cutiile în care se află. În timpul filmărilor, unele cadre au fost realizate cu ajutorul piesei redate la viteză dublă spre a obține efectele dorite. PopJustice susține faptul că „după douăzeci de discuri single, Girls Aloud au realizat cel mai interesat videoclip al lor de până acum”.

## Interpretări live
Cântecul a fost interpretat pentru prima dată în cadrul spectacolului de televiziune The Girls Aloud Party pe data de 13 decembrie 2008, fiind cea de-a paisprezecea compoziție prezentată de grup în cadrul episodului. Alte prezentări ale înregistrări au fost realizate la emisiuni precum The Paul O'Grady Show sau Good Morning Television, ultima interpretare fiind criticată de diverse website-uri. Heat World susține faptul că interpretarea realizată în cadrul spectacolului nu a fost una dintre cele mai reușite, componentele formației ajungând și ele la aceeași concluzie în timpul cântecului. Aceeași pagină afirmă: „exact de asta ne plac Girls Aloud - sunt atât de sincere! De dimineață fetele au apărut la emisiunea Fionei Phillips [...] dar interpretarea lor live din studio a următorului lor single «The Loving Kind» a fost puțin tremurată - și ele au știut”. De asemenea, We Are Pop Slangs titrează: „Girls Aloud au ucis «The Loving Kind»”, criticând-o în special pe Sarah Hearding pentru prestația din partea finală a cântecului.
„The Loving Kind” a fost inclus și pe lista cântecelor interpretate în cadrul turneului Out of Control. Piesa a fost interpretată de-a lungul seriei de concerte în cea de-a doua parte a spectacolelor, fiind ce-a de-a cincia înregistrare promovată de-a lungul recitalurilor. În aceeași secțiune a spectacolului au mai fost interpretate și cântecele „Waiting”, „Love Machine” și „Rolling Back the Rivers in Time”.

## Prezența în clasamente
„The Loving Kind” a intrat în clasamentul din Regatul Unit pe locul 88 datorită descărcărilor digitale. În cea de-a doua săptămână cântecul a urcat până pe poziția cu numărul 38, tot cu vânzărilor înregistrate în format digital. Cu o săptămână înaintea lansării discurilor a obținut poziția cu numărul 29. După lansarea compact discurilor, „The Loving Kind” a urcat nouăsprezece locuri, situându-se pe treapta cu numărul 10, devenind cel de-al douăzecelea single consecutiv al grupului ce obține poziții de top 10 în UK Singles Chart. În ciuda acestui lucru, cântecul a devenit cel mai slab clasat disc single din întreaga carieră a formației până la acea vreme, această poziție fiind preluată de înregistrarea „Untouchable”. În următoarea săptămână, acesta a părăsit primele zece discuri prezente în clasament, coborând pe locul 14. Acest lucru a fost preconizat cu câteva zile înainte de către Digital Spy. 
De-a lungul celor cinci săptămâni de activare în top, pe baza descărcărilor, piesa a înregistrat vânzări de peste 38.000 de exemplare. Odată cu lansarea compact discurilor, „The Loving Kind”, a vândut aproximativ 20.000 de exemplare în Regatul Unit. Piesa s-a clasat pe locul 12 în UK iTunes Top 100.
În Irlanda discul a debutat pe locul 49 și s-a poziționat pe treapta cu numărul 16 în cea de-a patra săptămână. „The Loving Kind” a debutat pe locul 7 în Croatian Singles Chart, fiind și cea mai înaltă intrare în clasament din acea săptămână și a urcat pe locul 1 în cea de-a treia săptămână. Acest lucru a ajutat piesa să devină cel de-al doilea hit de top 10 al grupului în această țară. De asemenea, acesta este cea de-a doua clasare în fruntea clasamentului croat, după „Call the Shots” în anul 2007. În România înregistrarea a primit difuzări din partea posturilor de televiziune, însă datorită unor probleme tehnice întâmpinate de Romanian Top 100, o eventuală clasare în ierarhia din România este necunoscută. Acest lucru este valabil și pentru celelalte două discuri single lansate în era Out of Control, „The Promise” și „Untouchable”.

## Clasamente
| Clasament              | Poziția maximă | Referință |
| ---------------------- | -------------- | --------- |
| Bulgaria Singles Chart | 54             | [ 46 ]    |
| Croatian Singles Chart | 1              | [ 4 ]     |
| Estonian Singles Chart | 7              | [ 47 ]    |
| Euro 200               | 30             | [ 48 ]    |
| European Hot 100       | 37             | [ 49 ]    |
| Hungary Viva Chart     | 3              | [ 50 ]    |

| Clasament              | Poziția maximă | Referință |
| ---------------------- | -------------- | --------- |
| Irish Singles Chart    | 16             | [ 5 ]     |
| Irish Download Chart   | 16             | [ 51 ]    |
| Slovenia Singles Chart | 3              | [ 50 ]    |
| UK Airplay Chart       | 1              | [ 52 ]    |
| UK Download Chart      | 11             | [ 53 ]    |
| UK Singles Chart       | 10             | [ 5 ]     |

## Predecesori și succesori
| Predecesor: „Poker Face” de Lady GaGa | Locul 1 în Croatian Singles Chart 25 ianuarie, 2009 – 31 ianuarie, 2009 | Succesor: – |

## Lista cântecelor și fața B
Discul single a fost lansat pe data de 12 ianuarie 2009 în Regatul Unit și include un mixaj adăugat pentru a sărbătorii cel de-al douăzecelea single al grupului. Megamixul a fost realizat de Jewels & Stone și prezintă în introducere și în încheiere melodii ale grupului Stars on 45. Un alt format în care va fi lansat cântecul (disc de 7") prezintă o altă piesă adăugată pe fața B, „Memory of You” intitulată inițial „Japan”. De asemenea, au fost distribuite și remixuri realizate de Wideboys și Utah Saints.
| Nr.                                                                     | Titlul                                          | Durată |
| ----------------------------------------------------------------------- | ----------------------------------------------- | ------ |
| Disc single distribuit de Fascination Records / 1794885 (Regatul Unit)  |                                                 |        |
| 1.                                                                      | „The Loving Kind” (editare radio)               | 4:00   |
| 2.                                                                      | „Girls on 45 Megamix”                           | 7:08   |
| Disc de 7" distribuit de Fascination Records / 1794887 (Regatul Unit)   |                                                 |        |
| 1.                                                                      | „The Loving Kind” (editare radio)               | 4:00   |
| 2.                                                                      | „Memory of You”                                 | 3:59   |
| Descărcare digitală distribuit de Fascination Records (Regatul Unit)    |                                                 |        |
| 1.                                                                      | „The Loving Kind” (Mixaj de Wideboys)           | 6:37   |
| Mobile: Fascination (UK)                                                |                                                 |        |
| 1.                                                                      | „The Loving Kind” (editare radio de Radio Edit) | 2:49   |
| Exclusiv pentru iTunes distribuit de Fascination Records (Regatul Unit) |                                                 |        |
| 1.                                                                      | „The Loving Kind” (Mixaj de Utah Saints)        | 6:14   |

## Versiuni existente
În tabelul de mai jos sunt înscrise versiunile oficiale și remixurile oficiale alături de formatul în care sunt distribuite.
| Versiunea                    | Disponibil pe                           |
| ---------------------------- | --------------------------------------- |
| Versiunea de pe album        | Out of Control                          |
| Editare radio                | Discul „The Loving Kind”                |
| Mijaj de Utah Saints         | exclusiv pe iTunes                      |
| Dub Utah Saints              | Disc promoțional „The Loving Kind”      |
| Editare radio de Utah Saints | Disc promoțional „The Loving Kind”      |
| Dub de Wideboys              | Disc promoțional „The Loving Kind”      |
| Mixaj de Wideboys            | „The Loving Kind” descărcare digitală   |
| Editare radio de Wideboys    | „The Loving Kind” descărcare pe telefon |

## Personal
- Vocaliști: Cheryl Cole, Nadine Coyle, Sarah Harding, Nicola Roberts și Kimberley Wals;
- Textieri: Miranda Cooper, Brian Higgins, Tim Powell, Neil Tennant și Chris Lowe;[56]
- Producători: Brian Higgins/Xenomania;[56]
- Ingineri de sunet: Toby Scott și Dan Aslet;[56]
- Mixat de: Jeremy Wheatly, Tim Powell și Yead Nevo;[56]
- Programatori: Tim Powell, Brian Higgins, Neil Tenant, Chris Lowe, Matt Gray, Miranda Cooper și Sacha Collison;[56]
- Chitare: Nick Coler, Jason Resch, Kieran Jones și Owen Parker;[56]
- Inigeri profesioniști: Dick Beetham.[56]